# Параћинска група
Параћинска група је културна група бронзаног доба, која захвата средњи ток Велике Мораве и доњи ток Јужне Мораве, на истоку око Зајечара, а на западу представља западно српску варијанту Ватинске културе. Истраживали су је 1955-1956. Милутин и Драга Гарашанин.
Датовање је на основу игле са главом у облику печата, по којој Параћин I спада у Бронзано доба II, (БрБ2-Ц).

## Локалитети
Локалитети ове културне групе су у средњем току Велике Мораве, и у доњем току Јужне Мораве:
- Параћин
- Општина Алексинац
- Јагодина (Насеља око Јагодине локалитет - Сарина Међа, који спада у сезонска насеља)
- Деспотовац
- Рутевац
- Ниш

Група је била у вези са Медијана групом, а граничила се са западносрпском варијантом Ватинске групе, а на северу са Дубовац Жуто брдо групом.

## Некрополе
Некрополе су честе, налазе се на речним терасама и припадају такозваним некрополама равних поља са урнама. Изнад гробова није постојало никакво обележје.
Сахрањивање је искључиво кремација, уз урне су стављане и друге керамичке посуде, ретко метални предмети.
Разлика у односу на друге културе је у томе што нема тумула.
Најбоље истражена је некропола Глозар, на речној тераси. Изузетак од равних гробова је мали тумул Ђуринац, локалитети око Зајечара имају гробна места обележена каменим плочама.
Није било селекције костију са ломаче. Овде се налазе остаци пепела, дрвета, гар, и остаци покојника. Плитко ископана јама покрива се зделом.
У неркополи су урне груписане у такозване родовске заједнице.

## Покретни материјал
Карактеристични метални предмети су:
- Игле са печатном главом,
- спирални нопенринг
- прстење
- наруквице

Керамика из некропола је слабијег квалитета, слабије печена и има песка. Орнаменти су пластична ребра и канеловање.
Урне имају два основна типа:
- крускасте
- биконичне

Урне су прекриване зделама које имају низак цилиндрични врат и брадавичасте украсе. Судови су конични са дршком која прелази обод и имају испупчење. Јављају се и посуде са две дршке.